# Alardiska huset

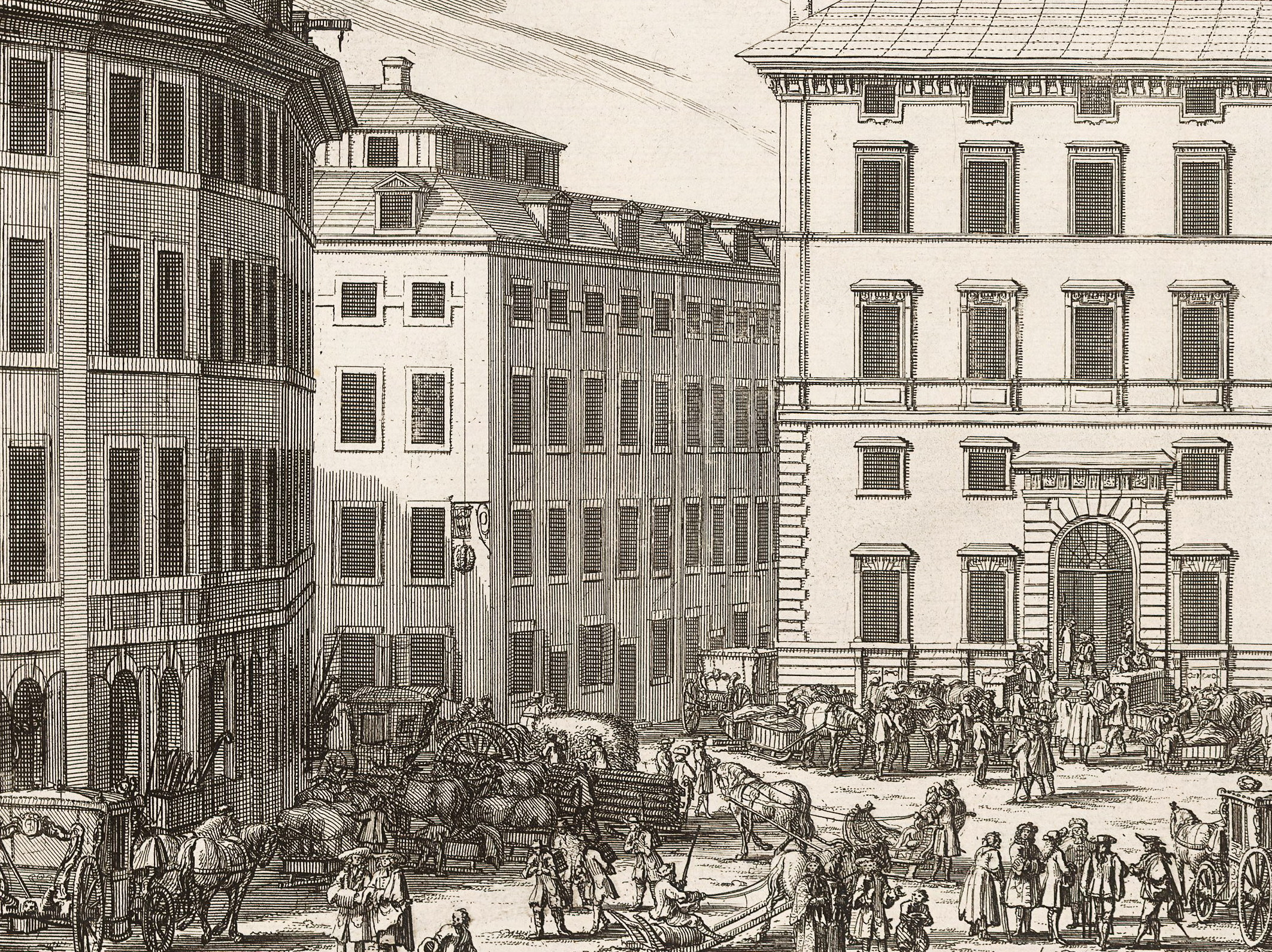
Alardiska huset till vänster om Södra Bankohuset enligt Erik Dahlbergh 1691.

Alardiska huset var en byggnad vid Österlånggatan / Järntorget i nuvarande kvarteret Proserpina i Gamla stan i Stockholm. Huset började uppföras på 1580-talet och revs 1772. På platsen byggdes Norra Bankohuset.

## Historik

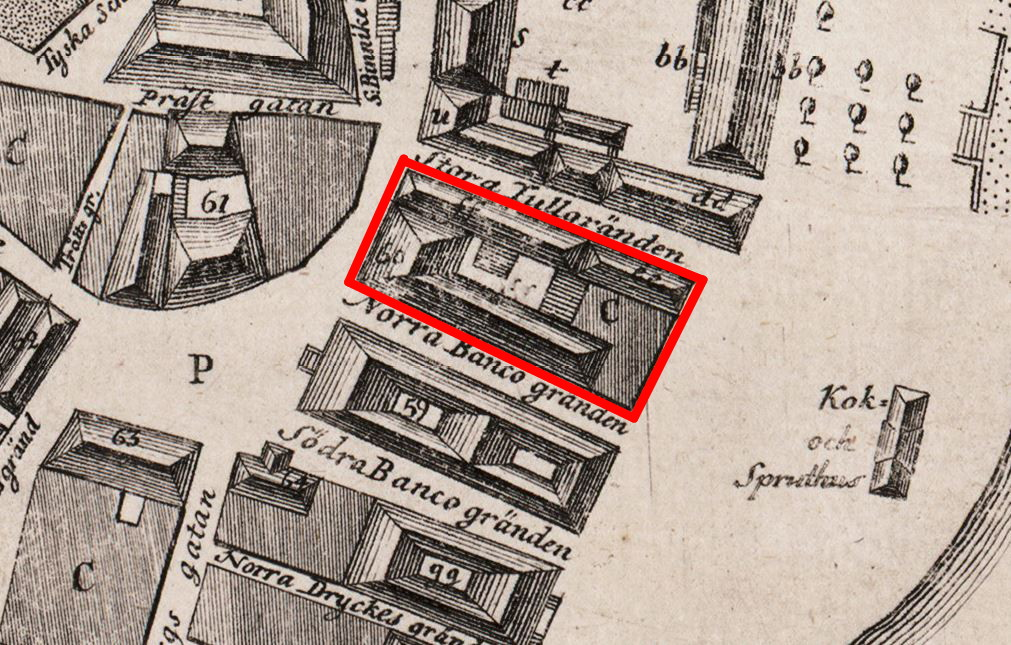
Huset på Jonas Brolins karta, 1771.
Nr 60: "Alardiska huset och Banko Kjällar".

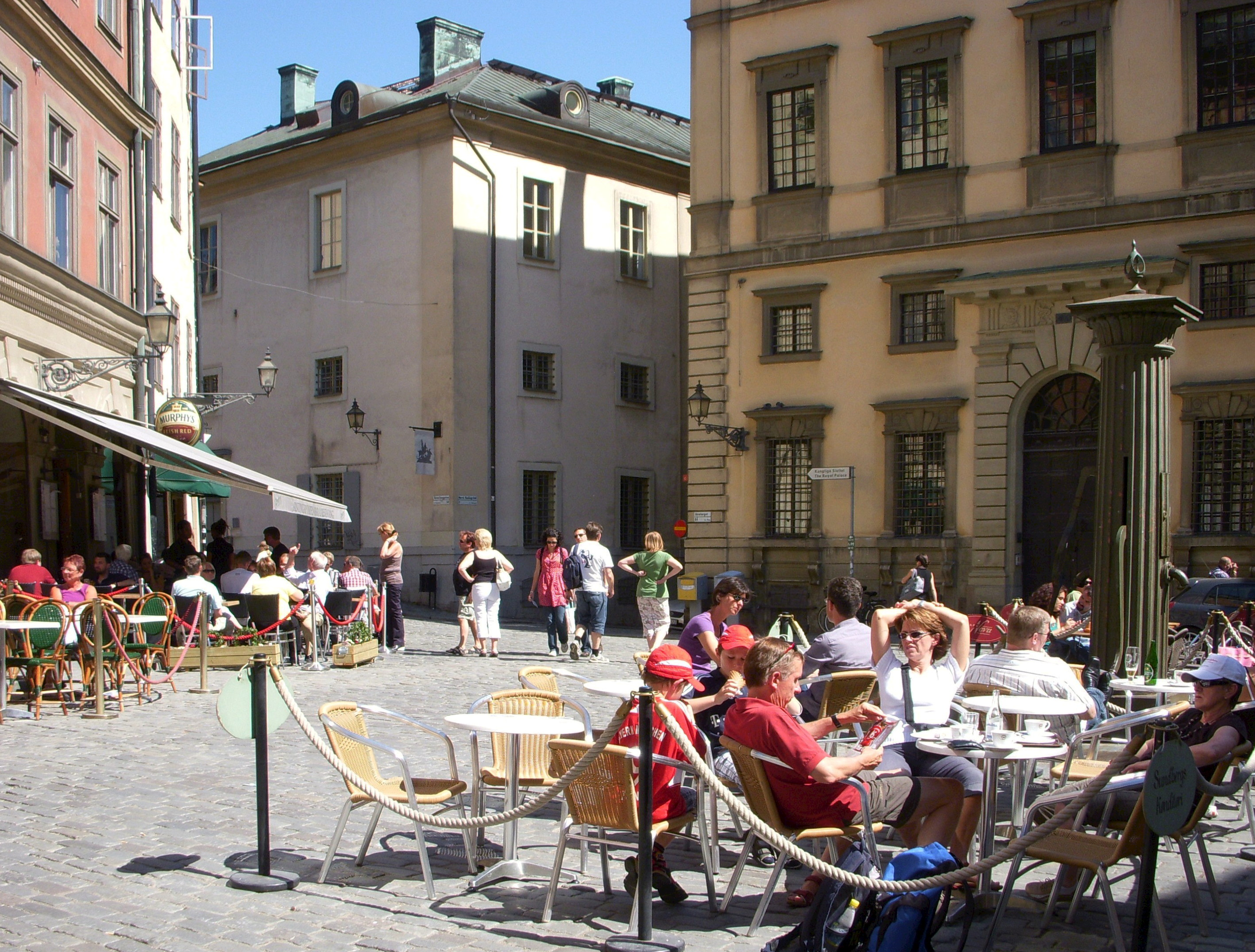
Järntorget och Norra Bankohuset, 2009. Samma vy som Erik Dahlberghs år 1691.

Alardiska huset har sitt namn efter handelsmannen Joakim Gottfrid Alardi. Han levde mellan 1710 och 1783 och var gift med Margareta Burguer von Ritterstein. Tillsammans med sin bror Anders förvärvade han år 1745 ett ståtligt stenhus som sedermera skulle bära deras efternamn.
Byggnaden stod med bra läge vid Österlånggatans slut, intill Järntorgets nordöstra sida och uppfördes på 1580-talet för järnhantering på kung Johan III:s initiativ. För kungens änka, Gunilla Bielke, förlängdes 1591 byggnaden längs med den södra gränden (nuvarande Norra Bankogränd). Järntorget var omslagsplats och plats för vägning av främst stångjärn från Bergslagen. På granntomten i söder (dagens kvarteret Pluto) stod Stadens våghus.
Huset ägdes 1684 av riksmarskalken greve Johan Gabriel Stenbock, som samma år sålde det vidare till rådmannen Thomas Perman. Genom arv gick huset till friherren Casten Feif och riksrådet friherre Samuel Åkerhielm den yngre vilken sålde det den 8 juni 1745 till Alardibrödrana. På Erik Dahlberghs illustration i Sueciaverket över Södra Bankohuset och Järntorget från 1691 syns Alardiska huset till vänster om Bankohuset. Där framgår ett putsat stenhus i tre våningar med en något lägre attikavåning under ett säteritak. På hörnet mot Järntorget märks flaggskylten för värdshuset ”Bankokällaren”.

## Husets vidare öden
Efter Alardi blev 1764 grosshandlaren och skeppsredaren, Simon Bernhard Hebbe, husets nya ägare. På Jonas Brolins Stockholmskarta från 1771 framgår Alardiska huset och Banko Kjällar (nr 60). Med Banko Kjällar avses det tidigare värdshuset Källaren Tre Kronor som bytte namn till Bankokällaren sedan Riksbanken inrättats i Södra Bankohuset på 1680-talet.
År 1772 förvärvade Riksbanken Alardiska huset från Simon Bernhard Hebbe. Riksbanken lät riva bebyggelsen i hela kvarteret och istället uppfördes en tvåvåningsbyggnad efter ritningar av överintendenten Carl Johan Cronstedt, som var en av bankofullmäktiges ledamöter.  Större delen av den äldre grundläggningen på tomten kunde utnyttjas för det nya huset som kom att kallas Norra Bankohuset och omfattade efter en till- och påbyggnad 1816–1819 hela kvarteret mellan Järntorget och Skeppsbron.